# 살인 부르스
"살인 부르스"는 1968년 공개된 대한민국의 영화이다.

## 배역
- 김희갑
- 윤정희
- 박노식